# ارنشت لنر
ارنشت لنر (به آلمانی: Ernst Lehner) بازیکن فوتبال و مهاجم اهل آلمان است که از سال ۱۹۳۳ میلادی عضو تیم ملی فوتبال آلمان بوده‌است. وی در ۶۵ بازی ملی حضور داشته است و آخرین بازی ملی خود را در سال ۱۹۴۲ میلادی انجام داد. ارنشت لنر در بازی‌های ملی‌اش ۳۱ گل به ثمر رساند.